# Cycloctenus fiordensis
Cycloctenus fiordensis är en spindelart som beskrevs av Forster 1979. Cycloctenus fiordensis ingår i släktet Cycloctenus och familjen Cycloctenidae. Inga underarter finns listade i Catalogue of Life.